# Trichobius adamsi
Trichobius adamsi är en tvåvingeart som beskrevs av Auguston 1943. Trichobius adamsi ingår i släktet Trichobius och familjen lusflugor. Inga underarter finns listade i Catalogue of Life.